# Le Roi Barbabec
Le Roi Barbabec, ou Le Roi Barbe-de-grive, Le Roi Bec-de-grive, le Roi Corbin (en allemand : König Drosselbart) est un conte des frères Grimm publié dès la première édition des Contes de l'enfance et du foyer (KHM 52). Il est associé au conte-type AT 900 (La princesse dédaigneuse corrigée).

## Résumé
Une princesse extraordinairement belle doit se marier et pour cela, son père le roi convie tous les nobles vivant près du royaume qui aient envie de se marier. Mais la jeune fille est très orgueilleuse et rejette tous les prétendants sous prétexte qu'ils ont chacun quelque défaut physique, y compris un roi bon et jovial qui aurait la "barbe en bec", d'où son nom de Roi Barbabec.
Son père, furieux, dit qu'elle épousera le premier homme se présentant au château, ce qui se produit quelques jours plus tard quand un pauvre musicien vient mendier son pain.
La princesse se rend avec son mari le mendiant au pays du Roi Barbabec. Elle se sent coupable de l'avoir rejeté, ce qui déplait à son époux, qui s'attend à ce qu'elle soit fidèle.
Ayant les doigts trop fins pour tisser de l'osier ou rouir du fil, le mendiant la qualifie d'ailleurs d' « utile en rien ». Elle se met au commerce de poteries, mais un hussard ivre casse toute sa marchandise au bout du deuxième jour.
Le musicien ne voit donc pas d'autre solution que de lui trouver un emploi de souillon de cuisine au château du roi. La princesse est nourrie, mais est obligée de faire les plus bas travaux. C'est là-bas qu'elle apprend que le mariage du fils aîné du roi aura bientôt lieu.
Assistant discrètement à la fête à travers la porte des cuisines, la princesse se sent coupable de ses actes, qui n'ont fait que la plonger dans la misère. Le Roi Barbabec la remarque et l'invite à danser, ce qu'elle refuse. En se débattant, elle laisse tomber la nourriture qu'elle a prise au banquet, déclenchant les moqueries de l'assistance. Honteuse, elle s'enfuit mais est rattrapée par le Roi Barbabec, qui lui révèle toute la vérité : le mendiant, le hussard et lui-même ne font qu'un, il s'est déguisé par amour pour elle tout en voulant la punir de son orgueil.
La princesse, en larmes, répond qu'elle n'est pas digne de lui, mais le Roi Barbabec la console et lui annonce qu'ils vont se marier.
La noce est célébrée et le narrateur conclut à l'adresse de l'auditeur / lecteur : « J'aurais bien aimé que nous y fussions aussi, toi et moi ».

## Commentaires et analogies
Ernst Philippson (de) a consacré une étude à ce conte-type : Der Märchentypus von König Drosselbart (1923).
L’Encyclopédie du conte indique que les traits constitutifs du conte sont attestés pour la première version dans un poème en latin du début du XIVe siècle, aujourd'hui perdu ; ce texte a servi de base à l'évêque islandais Jón Halldórsson (mort en 1339) pour sa Clarussaga (en). On les retrouve dans la Novella alla Signora Madama Batina Larcara Spinola de Luigi Alamanni (1556).
Un récit du Pentamerone de Basile (IV.10, L'orgueil châtié) présente des similitudes avec ce conte.

## Adaptation
- Un épisode de la série d'animation Simsala Grimm[9] ayant pour titre "Le Roi Truc-Machin".

Ce conte a été adapté pour la télévision en 2008 dans la série allemande Sechs auf einen Streich.